# ديفيد ليفي (سياسي)
ديفيد ليفي (21 ديسمبر 1937 - 2 يونيو 2024)، هو سياسي إسرائيلي يميني من أصل يهودي مغربي. وُلد في مدينة الرباط بالمغرب عام 1937. هاجر إلى إسرائيل عام 1957. شغل مناصب وزارية عديدة منها وزارة الخارجية، ونائب رئيس الوزراء الإسرائيلي. استمر نشاطه السياسي من ستينيات القرن العشرين إلى سنة 2006. اعتبر ليفي ناطقًا باسم الطوائف اليهودية الشرقية وسكان المناطق المهمشة.
أنهى ليفي دراسته الثانوية في المغرب، وبعد هجرته إلى إسرائيل استقرّ في مدينة بيسان، حيث عمل في البناء، وفي نفس الوقت انضم إلى حزب حيروت ونشط سياسيًا في أوساط العمال، حيث كان رئيسًا لكتلة الليكود في نقابة العمّال - الهستدروت من منتصف ستينيات القرن العشرين وحتى مطلع ثمانينياته.
أصبح رئيس مجلس بيسان المحلي بين سنتي 1964 و1977، وأصبح نائبًا في الكنيست عام 1969، ومع فوز الليكود لأول مرة في الانتخابات الإسرائيلية عام 1977، أصبح وزيرًا في حكومة مناحم بيجن، حيث شغل مناصب وزير استيعاب المهاجرين اليهود بين سنتي 1977 و1979، ووزير البناء والإسكان بين سنتي 1979 إلى 1980، وبين سنتي 1981 و1984 كان أيضًا نائبًا لرئيس الوزراء. عيين وزيراً للخارجية ونائب رئيس الوزراء في حكومة إسحاق شامير من سنة 1990 إلى سنة 1992، وفي العام 1995 انشق عن الليكود وأسّس حركة غيشر التي انضمّت إلى حكومة الليكود في  انتخابات الكنيست عام 1996 بقيادة بنيامين نتنياهو، فتولى وزارة الخارجية ونيابة رئاسة الوزراء، وفي العام 1999 انضمت حركته إلى حزب إسرائيل واحدة بقيادة إيهود باراك، وفي هذه الحكومة تولى وزارة الخارجية ونيابة رئاسة الوزراء، حتى استقالته عام 2002 بسبب تحييده من المفاوضات مع الفلسطينيين.
في نيسان 2002 عُيّن ليفي وزير دولة في حكومة أرئيل شارون واستقال في تموز 2002. ترك حركته غيشر وعاد وانضم لحزب الليكود في انتخابات الكنيست الإسرائيلية عام 2003 وانتخب نائب ضمنها حتى عام 2006، وفي الانتخابات السابعة عشرة عام 2006، لم يُنتخب ضمن المقاعد المضمونة، وبهذا أنهى 37 عامًا من النشاط في الكنيست. في العام 2014، أعلن عن نيته الترشح لرئاسة الدولة، لكن أعلن عدوله لاحقًا.
ديفيد ليفي متزوّج وله اثنا عشر ابنًا وبنتًا، وتعرف عائلته بنشاطها السياسي. أخيه ماكسيم ليفي انتخب نائبًا في الكنيست ضمن الليكود، وابنته أورلي ليفي انتخبت للكنيست ضمن حزب إسرائيل بيتنا، وانشقت عنه لاحقًا.

## روابط خارجية
- ديفيد ليفي على موقع الموسوعة البريطانية (الإنجليزية)
- ديفيد ليفي على موقع مونزينجر (الألمانية)
- ديفيد ليفي على موقع ديسكوغز (الإنجليزية)